# Bangha Imre
Bangha Imre (Győr, 1967. március 7. –) magyar indológus.

## Életútja
Gimnáziumi tanulmányait szülővárosában  folytatta. 1985-ben érettségizett a helyi bencés gimnáziumban. Ezután jelentkezett az Eötvös Loránd Tudományegyetem magyar szakára, ahol a második évben felvette az indológia szakot. Az egyetem elvégzése után pályázat útján ösztöndíjasaként Indiában, a Szantiniketáni Egyetemen készítette doktori értekezését. Itt doktorált 1998-ban.
Főként a középkori hindi nyelvű irodalommal és a magyar keletkutatás történetével foglalkozik. Elsőként fordította magyar nyelvre Mírá bái verseit. Tanított Leicesterben. Jelenleg az Oxfordi Egyetem tanára, valamint a Sapientia Erdélyi Magyar Tudományegyetem Kőrösi Csoma Sándor Intézetének vezetője Csíkszeredában.

## Főbb művei
- Ánandghan: A jótudásúhoz, a nőhöz és Istenhez (Déri Balázzsal; Delhi Magyar Tájékoztatási és Kulturális Központ, Delhi, 1996)
- Távollét. Mira hercegnő misztikus versei és legendája (Déri Balázzsal; Budapest, 1997) ISBN 963-446-057-7
- The First Published Anthology of Hindi Poets (Delhi, 2000)
- Mítoszok és otthonok. India 2002–2003; Pallas-Akadémia, Csíkszereda, 2007 (Utak, tájak, emberek)
- Jöttem a Gangesz partjairól. Bengáli kultúra és magyar irodalom; L'Harmattan, Bp., 2011 (India könyvtár)
- Költők és koldusok között. Indiai napló, 2001–2017; szerk. Frazer-Imregh Monika; KRE–L'Harmattan, Bp., 2019 (Károli könyvek. Műfordítás, forrás)

## Műfordítások válogatáskötetekben
- Szunil Gangópádhjáj: Tea a Tádzs Mahalban; in: Tea a Tádzs Mahalban (Argumentum Kiadó Budapest, 1998) ISBN 963-446-085-2
- Agjéj: Bosszú; in: Tea a Tádzs Mahalban (Argumentum Kiadó Budapest, 1998) ISBN 963-446-085-2
- Móhan Rákés: A férj ebédje Tea a Tádzs Mahalban (Argumentum Kiadó Budapest, 1998) ISBN 963-446-085-2
- Rabindranáth Tagore: Regélő folyópart (Ghátér kathá) Modern Dekameron – Huszadik századi indiai novellák, Noran-Kiadó Kft. kiadása, 2008, ISBN 978-963-9716-85-8
- Tárásankar Bandjópádhjáj: A zeneszalon (Dzsalsághar) Modern Dekameron – Huszadik századi indiai novellák, Noran-Kiadó Kft. kiadása, 2008, ISBN 978-963-9716-85-8
- Bibhútibhúsan Bandjópádhjáj: Áranjaka (Az erdő könyve) Nagyvilág Világirodalmi folyóirat 2010/10, Budapest, 2010, ISSN 0547-1613
- Bhúpi Sércsan: Hajnali pofon Nagyvilág Világirodalmi folyóirat 2010/10, Budapest, 2010, ISSN 0547-1613
- Umásankar Dzsósi: Valamit mondani akart egy madár Nagyvilág Világirodalmi folyóirat 2010/10, Budapest, 2010, ISSN 0547-1613
- Prajág Sukla: Három vers Nagyvilág Világirodalmi folyóirat 2010/10, Budapest, 2010, ISSN 0547-1613
- Agjéj: Elrepül a madár" Nagyvilág Világirodalmi folyóirat 2010/10, Budapest, 2010, ISSN 0547-1613
- Szítákánta Mahápatra: Két vers Nagyvilág Világirodalmi folyóirat 2010/10, Budapest, 2010, ISSN 0547-1613
- N. Gópi: Ének a vízről Nagyvilág Világirodalmi folyóirat 2010/10, Budapest, 2010, ISSN 0547-1613
- Rabindranáth Tagore: Betegágyban Nagyvilág Világirodalmi folyóirat 2010/10, Budapest, 2010, ISSN 0547-1613

## Külső hivatkozások
- Bangha Imre: Iráni levelek
- Bangha Imre: Magyar misszionáriusok Bengálban. Keresztény Szó, 2009. 7. sz.
- Rabindranáth Tagore versei Bangha Imre fordításában
- Nagyvilág Világirodalmi folyóirat 2010. októberi száma

1. ↑  https://csomaegyesulet.hu/korosi-csoma-sandor-dij/